# Sông Đông Ba

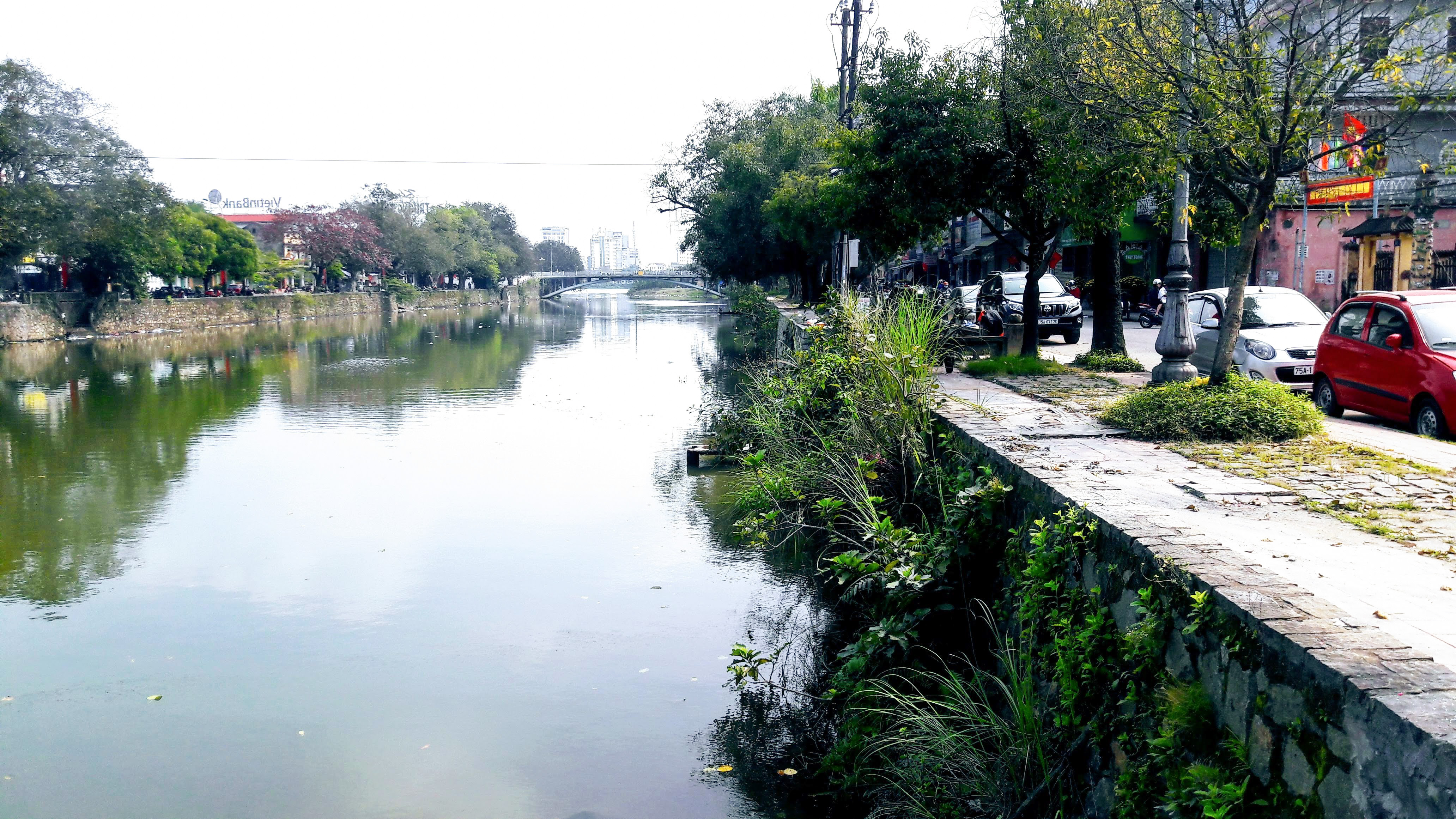
Sông Đông Ba đoạn chảy song song với đường Huỳnh Thúc Kháng

Sông Đông Ba hay Tả Hộ Thành hà nằm trong hệ thống Hộ thành hà là một dòng kênh nhân tạo chạy dọc theo phía đông Kinh thành Huế.

## Lịch sử

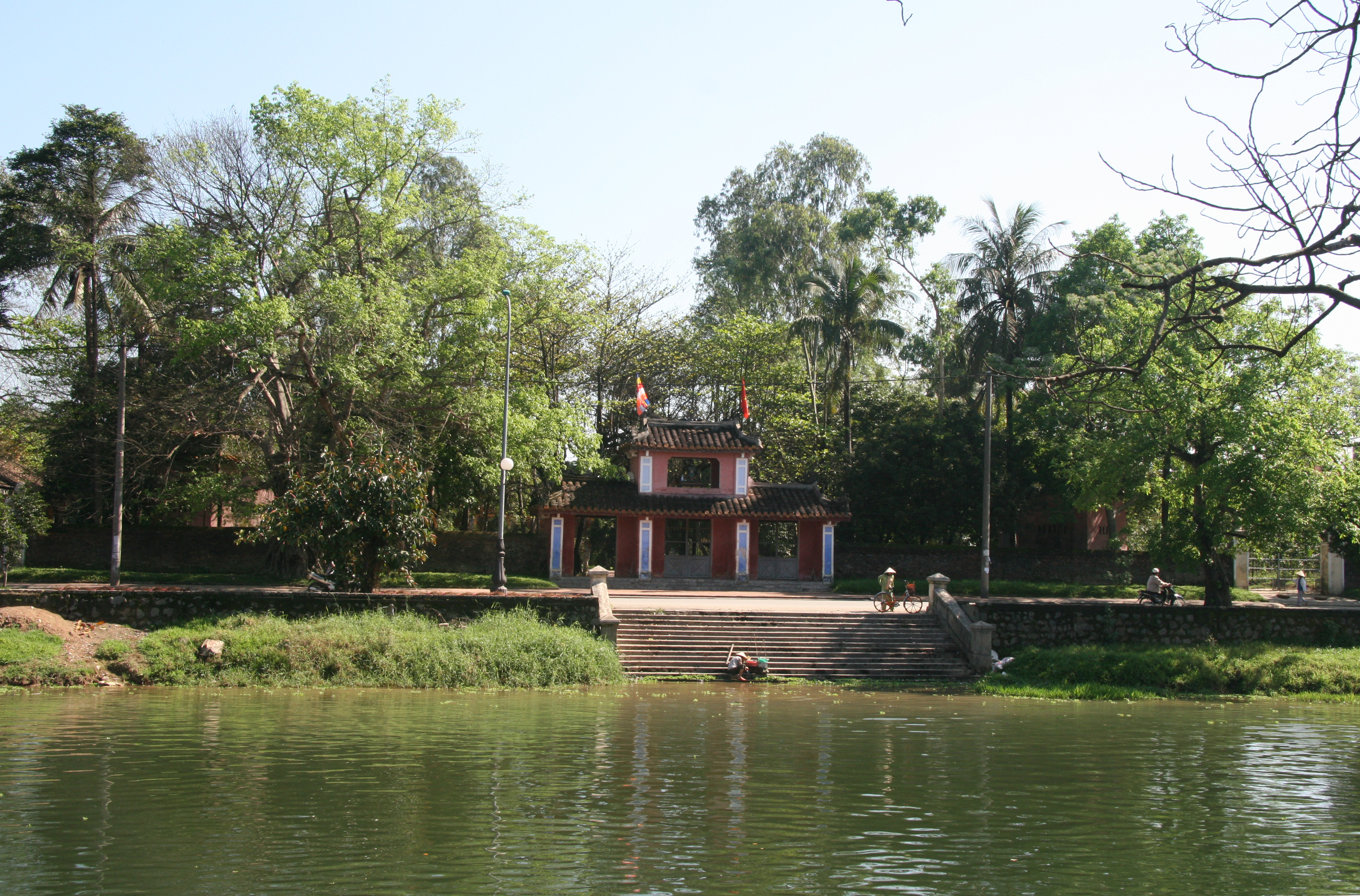
Chùa Diệu Đế bên bờ sông Đông Ba

Sông dài khoảng 3 km, được đào năm 1807 dưới thời vua Gia Long, nối liền hai đoạn sông Hương từ phía cầu Gia Hội đến phố Bao Vinh, có nhiệm vụ phòng hộ phía Đông kinh thành Huế.
Dưới triều Nguyễn, bờ Đông của sông Đông Ba là khu phố Gia Hội, vùng dân cư cổ của kinh thành Huế. Nơi đây có hàng trăm di tích và công trình kiến trúc đẹp nên vào cuối thế kỷ 19 từng là chốn đô hội nổi tiếng không kém gì khu đô thị cổ Hội An.
Năm 1808, triều Nguyễn đã cho xây ba cây cầu bắc qua sông gồm cầu An Hội, cầu Đông Gia, cầu Thanh Tước, đến thời Minh Mạng và Thiệu Trị đổi tên thành cầu Gia Hội, cầu Đông Ba và cầu Đông Hội. Ngày nay cầu Đông Hội không còn, cầu Gia Hội và Đông Ba đã được xây mới.
Khu chợ quan trọng nhất của Huế là chợ Đông Ba, ban đầu nằm bên bờ sông Đông Ba, phía ngoài cửa Đông của Kinh thành (tức cửa Đông Ba theo cách gọi dân gian). Năm 1899, vua Thành Thái cho dời chợ Đông Ba về vị trí hiện nay, bên ngã ba sông Đông Ba - sông Hương. Sau đó, khu vực chợ Đông Ba cũ trở thành trường Pháp - Việt Đông Ba, nơi Chủ tịch Hồ Chí Minh theo học từ năm 1906-1908. Năm 1923, trường chuyển về địa điểm trường Gia Hội ngày nay. Vị trí trường cũ hiện tại là vườn hoa, nơi có một bia kỷ niệm trường Pháp - Việt Đông Ba.